# Caractéristique nutritive de la bière
 (août 2012).
Si vous disposez d'ouvrages ou d'articles de référence ou si vous connaissez des sites web de qualité traitant du thème abordé ici, merci de compléter l'article en donnant les références utiles à sa vérifiabilité et en les liant à la section « Notes et références ».
Les caractéristiques nutritives de la bière en tant qu'aliment sont variables en fonction du type de bière et du type de consommation (boisson ou ingrédient culinaire). 
Issue de l'orge commune, une céréale peu panifiable, la bière a toujours conservé ce caractère nutritif de pain liquide depuis son usage par les moines lors du carême, ou encore sa confection domestique par les ménagères (telle Katharina von Bora) au Moyen Âge. Certains brasseurs perpétuent cette tradition en refusant toute filtration et en proposant ainsi des bières plus rustiques (Kellerbier, Zwickelbier, Zoigl). Une tendance assez récente, représentée notamment par le gastronome suisse Harry Schraemli, voit en outre le développement de la cuisine à la bière d'un œil favorable.
Ces apports au bol alimentaire constituent une partie des effets de la bière sur la santé.

## Principaux constituants

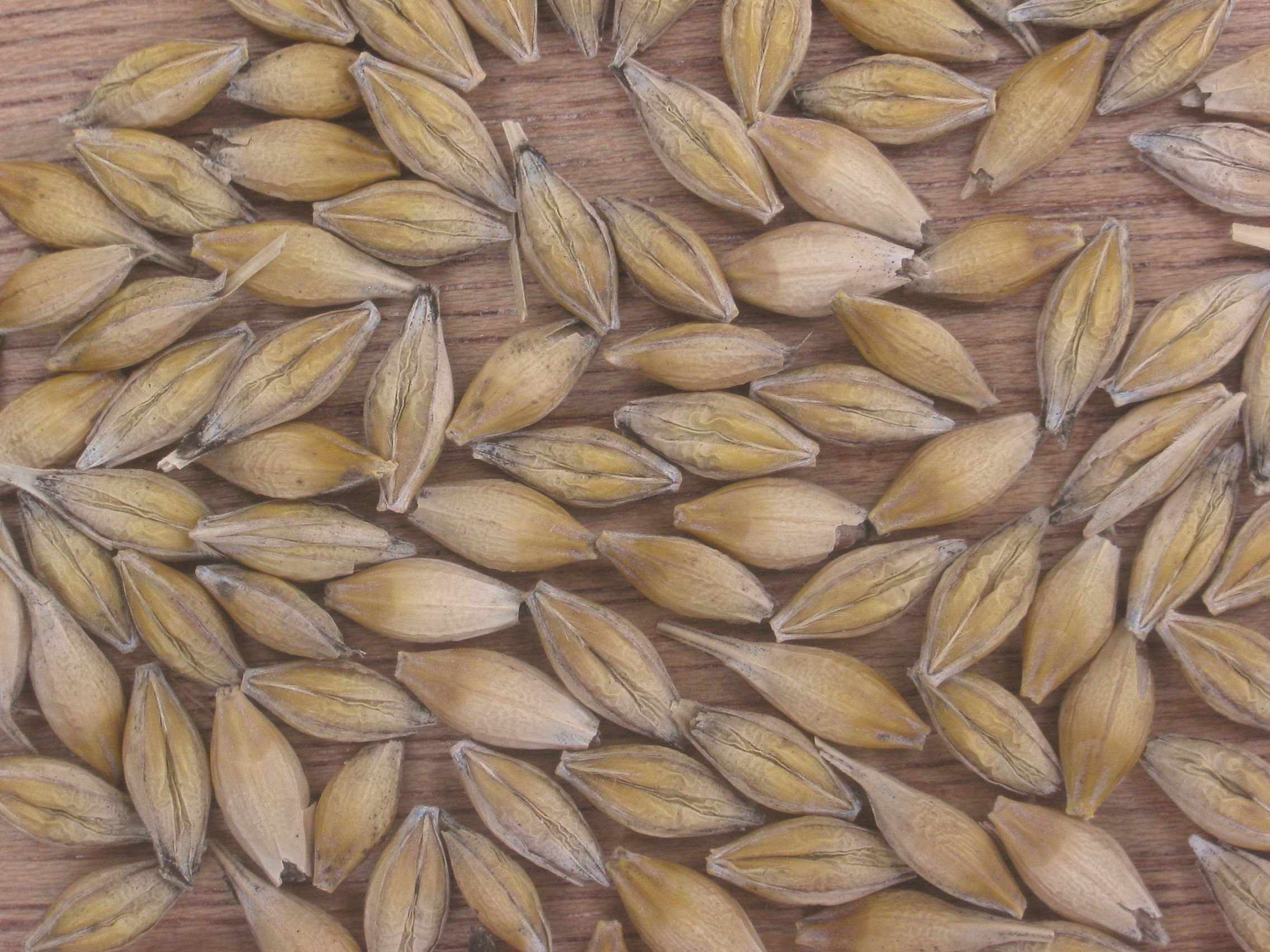
Grains d'orge.

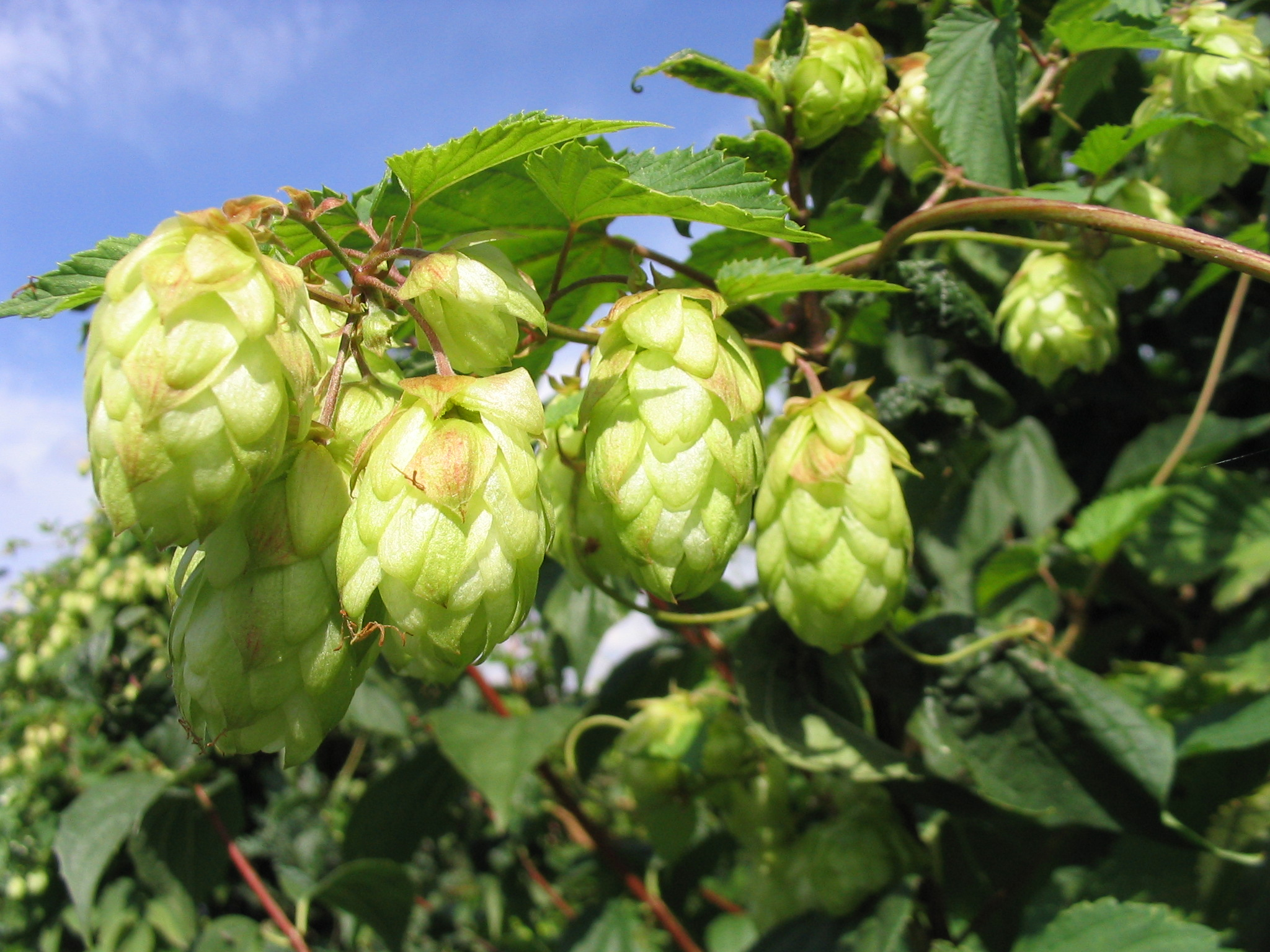
Cônes de houblon.

Un litre de bière blonde contient :
| Substance              | Poids        | Besoin quotidien    |
| ---------------------- | ------------ | ------------------- |
| Glucide                | 30–40 g      | -                   |
| Albumine               | 3–5 g        | -                   |
| Alcool                 | 35–43 g      | -                   |
| Acide carbonique       | 4–5 g        | -                   |
| Eau                    | 840–900 g    | -                   |
| Vitamine B1 (Thiamine) | 0,03–0,04 mg | 1,0–1,4 mg          |
| B2 (Riboflavine)       | 0,3–0,4 mg   | 1,2–1,6 mg          |
| B6 (Pyridoxine)        | 0,4–0,9 mg   | 1,2–1,9 mg          |
| H (Biotine)            | 0,005 mg     | 0,0–0,15 mg         |
| Niacine                | 6–9 mg       | 13–18 mg            |
| Folacine               | 0,04–0,8 mg  | 0,4–0,6 oder 0,2 mg |
| Panthénol              | 0,9–1,5 mg   | 6 mg                |
| Potassium              | 420–570 mg   | 2000 mg             |
| Phosphore              | 0,12–0,32 g  | -                   |
| Soufre                 | 0,1–0,2 g    | -                   |
| Magnésium              | 80–100 mg    | 300–400 mg          |
| Calcium                | 40–100 mg    | 800–1200 mg         |
| Silicium               | 0,01–0,04 g  | -                   |

### Calories
La teneur en calories (90 à 120kcal) d'un verre de bière blonde (33cl) est déterminée par la quantité de sucres fermentés et par l’alcool présent à raison de 10 g (et qui contient 7 kcal/g). Son taux est deux fois moindre que celui d'un soda, et bien moindre que celui du vin ou des spiritueux (8 cl de whisky apportent environ 200kcal). La bière facilite la sensation de satiété[réf. nécessaire].
De nombreuses enquêtes (telles celle de l’Institut scientifique pour la santé publique Louis Pasteur en Belgique en 1997, complétée en 1999 par celle de chercheurs du Limburgs Universitair Centrum, sur 10 000 personnes) indiquent que la consommation modérée de bière n'implique aucune obésité ; bien au contraire, son taux est moindre chez les buveurs de bière que chez les personnes abstinentes. 
Une autre étude scientifique réalisée durant 6 semaines à Grenoble montre qu'une consommation modérée et régulière de bière, ne semblait pas avoir d'impact sur la prise de poids.
Par contre, dans le cas d'une surconsommation de bière, on assiste à l'émergence de la « panse de bière », qui trouve son origine non pas dans la bière elle-même, mais dans le schéma alimentaire des consommateurs abandonnant des composantes alimentaires essentielles et dans leurs mauvaises habitudes de vie. L’absorption de bière accentue la faim tandis que l’alcool assouplit le contrôle sur le comportement alimentaire. Les grands buveurs se régalent de mets riches en calories et ils adoptent une attitude sédentaire, sans exercices physiques. Des recherches démontrent que le corps de ces grands buveurs brûle d’abord l’alcool et que la graisse s’accumule alors sur les muscles du ventre. L'effet bedonnant de la bière apparaît donc lorsque l’on boit en mangeant[réf. nécessaire]. Une récente étude a aussi trouvé des liens entre le binge drinking (« cuite du samedi soir ») et la « panse de bière ». 

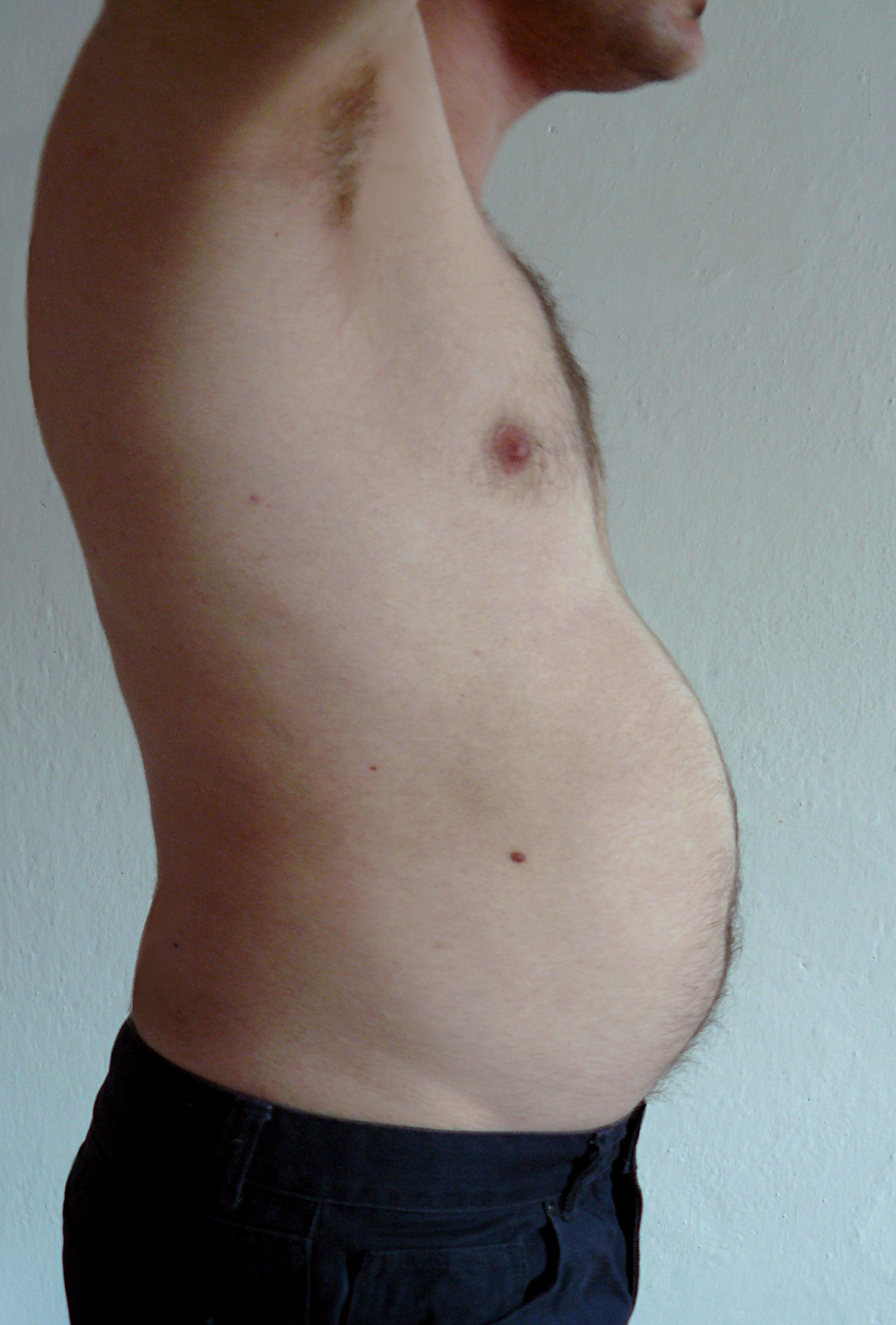
Exemple de « panse à bière »

Comparaison calorique entre divers types de bières (pour 100 ml) :
| Type              | kJ  | kcal |
| ----------------- | --- | ---- |
| Bière blonde      | 200 | 48   |
| Bière sans alcool | 100 | 24   |
| Kölsch            | 172 | 41   |
| Diätbier          | 147 | 35   |
| Altbier           | 188 | 45   |
| Exportbier        | 200 | 48   |
| Bockbier          | 272 | 65   |
| Doppelbockbier    | 293 | 70   |

Comparaison du nombre de kcal dans un verre de 25 cl de boissons diverses :
| Type                    | Kcal      |
| ----------------------- | --------- |
| Eau                     | 0         |
| Café noir               | 0         |
| Bière de table          | 59        |
| Jus de fruit non sucré  | 100       |
| Boisson rafraîchissante | 110       |
| Bière blonde            | 110       |
| Bière forte             | 137 à 200 |
| Vin                     | 150       |
| Lait                    | 170       |

### Eau
Composant essentiel et majeur de la bière (qui en contient 90 %, ce qui explique son caractère rafraîchissant), l'eau doit être de qualité irréprochable afin d'assurer la conservation et le goût de la bière, mais aussi la sécurité de sa consommation. En tant que liquide, la bière apporte une bonne part des besoins quotidiens en eau (au moins 1,5 à 2 l/jour), mais comme elle a un effet diurétique, la perte de liquide est d'au moins 5 % supérieur à celui de l'eau, ce qui oblige à consommer de l'eau en appoint, comme le démontre une étude sur la consommation de bière sans alcool par des footballeurs professionnels[réf. nécessaire]. L’eau contient en outre divers sels et minéraux qui ont une influence sur le goût et la mousse de la bière.

### Alcool
L’alcool (5° en moyenne pour la bière blonde) est hypoglycémiant ; il apporte des calories et influence la consommation d’autres substances alimentaires. C'est aussi un stimulant qui rend de bonne humeur et favorise la détente. Même la bière sans alcool contient entre 4 et 6 grammes d’alcool pur au litre ; toutefois, en consommer un litre ne provoque aucune alcoolémie car le peu d’alcool qui aboutit dans le sang est éliminé rapidement par le foie. 
La quantité d’alcool affectant la santé diffère selon l’âge, le sexe et les affections sous-jacentes. L’OMS situe la limite pour les hommes à 21 consommations/semaine, et pour les femmes, à 14 consommations.

### Vitamines
Les levures ajoutées pendant le brassage fabriquent des vitamines B qui restent dans la bière à condition que celle-ci ne soit ni filtrée ni clarifiée. La bière filtrée perd beaucoup de ses qualités nutritives selon certains. Un verre de bière contient autant de vitamines qu'une tranche de pain (0,06 mg de vitamines B1, 0,02 mg de vitamines B2 et 0,05 mg de vitamines B6). La consommation modérée de bière assure donc une partie des besoins quotidiens vitaminiques.
Teneur en vitamines d’un verre de bière blonde ou light (Source: CBMC, Confédération des Brasseurs du Marché Commun, 23/6/99)[source insuffisante] :
| Vitamine     | Vit B1 | Vit B2 | Vit B3 | a.pantothène | Vit B6 | a. folique | Vit B12 |
| Quantité     | mg     | mg     | mg     | mg           | mg     | µg         | µg      |
| ------------ | ------ | ------ | ------ | ------------ | ------ | ---------- | ------- |
| Bière blonde | 0,021  | 0,093  | 1,613  | 0,206        | 0,178  | 21         | 0,07    |
| Bière light  | 0,032  | 0,106  | 1,388  | 0,127        | 0,120  | 15         | 0,04    |

### Protéines et aminoacides
Il y a très peu de protéines et d'amino-acides (moins de 0,5 %, qui assurent la conservation de la mousse) et une petite quantité (3 %, soit 35 à 40 g/l) de sucre fermenté (contrairement aux sucres raffinés des sodas) qui a une valeur nutritive et provient en majeure partie de l’orge malté (maltose, maltotriose, dextrine et glucose).

### Graisses
L'absence de matières grasses indique qu'il n'y a ni cholestérol, ni dioxine.

### Glucides
Il y a des glucides (hydrates de carbone) : 2 % de monosaccharides et de disaccharides, 1 % de polysaccharides.

### Oligo-éléments et minéraux
Il y a des oligo-éléments et des minéraux : beaucoup de potassium, très peu de sodium. Leurs teneurs varient en fonction de la composition du sol d'où provient l’orge et le houblon et des conditions atmosphériques. On retrouve traces de minéraux, tel le fer, le chrome, le cuivre, le silicium et le potassium, mais absence complète de cobalt et de plomb.
Teneur en minéraux d'un verre de bière blonde ou light :
| Minéraux     | Ca | Fe   | Mg | F  | K  | Na | Zn   | Cu    | Mn    | Se  |
| Quantité     | mg | mg   | mg | mg | mg | mg | mg   | mg    | mg    | µg  |
| ------------ | -- | ---- | -- | -- | -- | -- | ---- | ----- | ----- | --- |
| Bière blonde | 18 | 0,10 | 21 | 43 | 89 | 18 | 0,07 | 0,032 | 0,043 | 4,3 |
| Bière light  | 18 | 0,14 | 18 | 42 | 64 | 11 | 0,11 | 0,085 | 0,057 | 4,2 |

### Autres substances
On trouve trace d'agents phyto-chimiques :

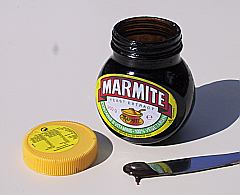
Marmite

- Des polyphénols (tanins) qui préviendraient les maladies cardiovasculaires en agissant sur le métabolisme des graisses.
- Un bêta-carboline (harmane) calmant et hallucinogène léger qui interférerait avec les neurotransmetteurs du cerveau (sérotonine).
- Des phytoestrogènes d’origine végétale (isoflavone du houblon) imitant l’action des hormones féminines qui préviendraient les maladies cardiovasculaires et le cancer et qui diminueraient les désagréments liés à la ménopause.
- Comme dans toutes les boissons en canette, on y trouve une contamination sous forme de traces d’aluminium provenant de l’emballage.
- Le houblon confère à la boisson son goût amer (lupuline) et fait également office de conservateur naturel.

La levure de bière peut être consommée sous forme de flocons déshydratés ou de pâtes à tartiner (Marmite, Vegemite, Cenovis…) comme compléments alimentaires, surtout dans le cadre d'un régime. Elle est riche en minéraux, en vitamines et en acides aminés. Les vitamines B améliorent la digestion et le transit intestinal. La vitamine B1 aide la digestion des glucides et régularise l'appétit. La vitamine B3 assure le bon fonctionnement du système digestif, et la B6 est nécessaire aux enzymes qui métabolisent les graisses, les protéines et les sucres. La levure de bière a aussi des vertus esthétiques et favorise la repousse des ongles et des cheveux.